# Wiktor Kuzniecow (żużlowiec ur. 1949)
Wiktor Władimirowicz Kuzniecow, ros. Виктор Владимирович Кузнецов (ur. 27 listopada 1949) – radziecki żużlowiec.
W latach 80. XX wieku należał do ścisłej czołówki radzieckich żużlowców. Dwukrotnie awansował do finałów indywidualnych mistrzostw świata: Bradford 1985 – XV miejsce oraz Chorzów 1986 – VI miejsce. W 1981 r. wystąpił w reprezentacji kraju w rozegranym w Olching finale drużynowych mistrzostw świata, w którym radzieccy zawodnicy zajęli IV miejsce. 
W 1975 r. zajął II m. w turnieju o Łańcuch Herbowy Miasta Ostrowa Wielkopolskiego, w 1981 r. zajął III m. w turnieju o Zlatą Přilbę w Pardubicach, natomiast w 1986 r. zajął II m. w Indywidualny Puchar Mistrzów w Pardubicach.
Trzykrotnie zdobył medale indywidualnych mistrzostw Związku Radzieckiego (złoty – 1985, srebrny – 1981, brązowy – 1986), również trzykrotnie stawał na podium indywidualnych mistrzostw Rosji (I m. – 1982, dwukrotnie II m. – 1978, 1981). Oprócz tego, dwukrotnie (1984, 1985) zdobył złote medale indywidualnych mistrzostw Ukrainy.